# Istrums församling
Istrums församling var en församling i Skara stift och i Skara kommun. Församlingen uppgick 1992 i Eggby-Istrums församling.
Som församlingskyrka användes från 1500-talet Eggby kyrka. I församlingen låg också Ölanda kapell.

## Administrativ historik
Församlingen har medeltida ursprung. År 1452 införlivades Ölanda församling. 
Församlingen var till 1566 annexförsamling i pastoratet Eggby, Öglunda och Istrum som före 1452 även omfattade Ölanda församling, från 1436 Skärvs församling, från 1436 till 1540 Lundby församling. Från 1566 till 1992 var den annexförsamling i pastoratet Varnhem, Istrum, Eggby, Öglunda och (Norra) Lundby som före 1575 även omfattade Skärvs församling. Församlingen uppgick 1992 i Eggby-Istrums församling.